# Harper's Bazaar

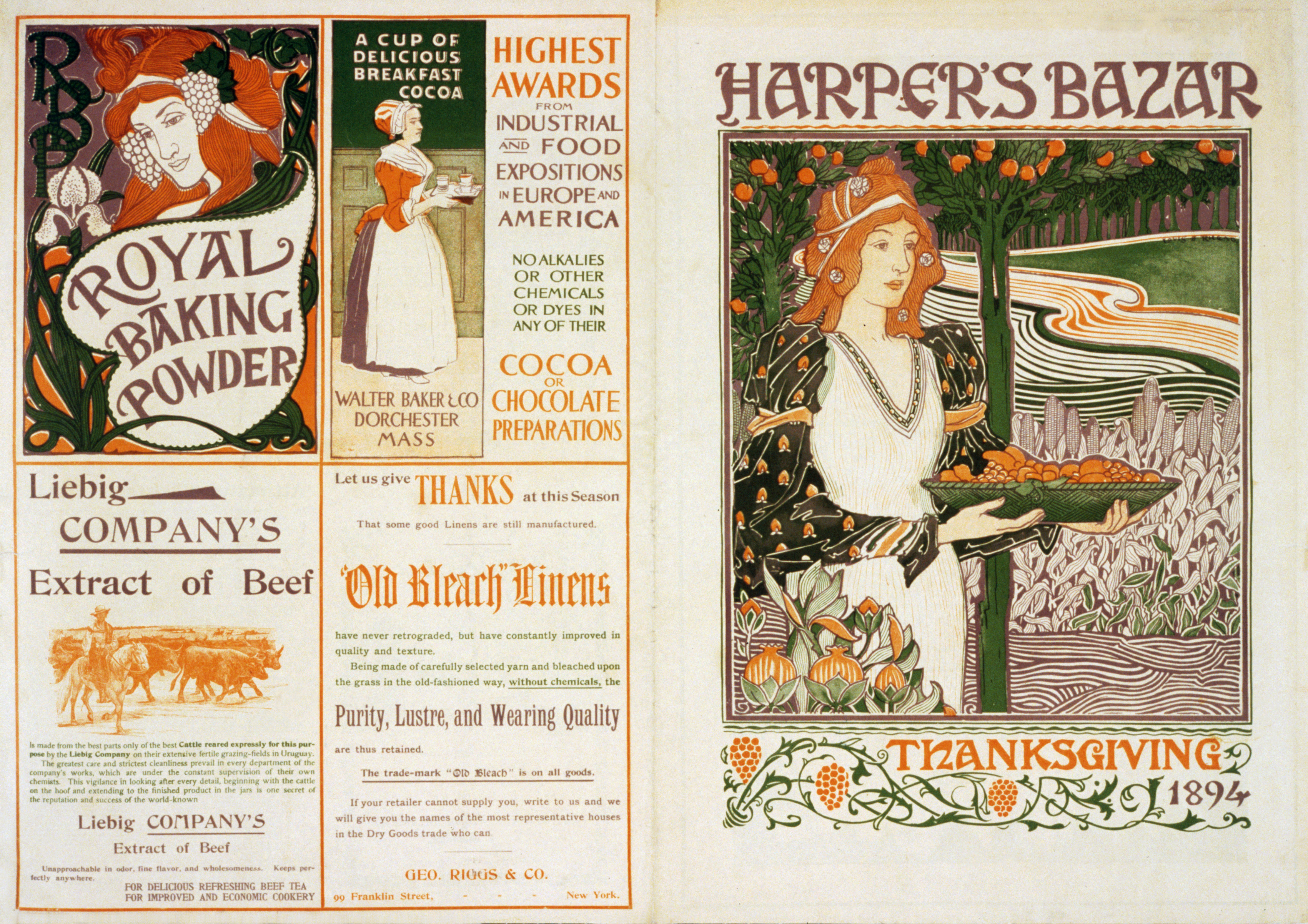
Coperta revistei din octombrie 1894

Harper's Bazaar este o revistă de modă din Statele Unite, lansată în anul 1867 și publicată de trustul Hearst Corporation.
Harper's Bazaar este o publicație ce se adresează femeilor rafinate, cu venituri mari.
În afară de Statele Unite, Harper's Bazaar era publicată în alte 22 de țări în anul 2007.
Revista este prezentă și în România, din septembrie 2007, fiind publicată de Sanoma Hearst România, având la început o apariție trimestrială.